# ポール・ドゥセット
ポール・ジョン・ドゥセット（Paul John Doucette、1972年8月22日 - ）は、アメリカ合衆国のミュージシャンで、マッチボックス・トゥエンティ(MatchboxTwenty)のドラマー、リズムギタリストでもある。ブレイク・アンド・リペア・メソッド(Break and Repair Method)というソロプロジェクトでも活動中。

## 経歴
1996年、マッチボックス・トゥエンティを結成。
2002年、同バンドの3枚目アルバムである『モア・ザン・ユー・シンク・ユー・アー』(More Than You Think You Are)で、演奏する楽器を大幅に増やした。ピアノとアコースティックギターとエレキギター、シンセサイザー、クラビネット、メロトロンなどの楽器を演奏した。
2005年、メンバーのアダム・ゲイナーが脱退して彼の代わりにドゥセットがリズムギターの役割を果たした。
2012年、4枚目アルバム『ノース』(North)では、ドラム、リズムギター、バックボーカルを務めた。

## ディスコグラフィー

### ブレイク・アンド・リペア・メソッド
- MilkThe Bee (2008年9月16日)